# Achenium
Achenium är ett släkte av skalbaggar som beskrevs av Leach 1819. Achenium ingår i familjen kortvingar.
Släktet innehåller bara arten Achenium humile.